# Niall Frossach
Niall Frossach, o Niall mac Fergaile (... – 778), è stato un sovrano irlandese di Ailech e sarebbe anche stato re supremo d'Irlanda.
Fratello di Áed Allán, Niall era figlio di Fergal mac Máele Dúin e membro dei Cenél nEógain, un ramo degli Uí Néill del nord. Niall sarebbe succeduto a Domnall Midi come re supremo nel 763 e regnò in pace. Abdico nel 770 per ragioni religiose e morì a Iona nel  778. Come re di Ailech a lui succedette il nipote Máel Dúin, figlio di Áed Allán. La sovranità di Tara e il presunto potere supremo tornò al clan dei Cholmáin nella persona del figlio di Domnall Midi, Donnchad. Viene citato nell'agiografia di santa Samthann, dove è testimone di un miracolo.